# Daniel Schneider
Daniel Schneider es un deportista francés que compitió en tiro con arco, en las modalidades de arco recurvo y arco compuesto.
Ganó una medalla de bronce en el Campeonato Europeo de Tiro con Arco al Aire Libre de 1996 y tres medallas en el Campeonato Europeo de Tiro con Arco en Sala, en los años 1983 y 1996.

## Palmarés internacional
| Campeonato Europeo en Sala | Campeonato Europeo en Sala | Campeonato Europeo en Sala | Campeonato Europeo en Sala |
| Año                        | Lugar                      | Medalla                    | Prueba                     |
| -------------------------- | -------------------------- | -------------------------- | -------------------------- |
| 1983                       | Falun (Suecia)             | Medalla de plata           | Equipo                     |
| 1983                       | Falun (Suecia)             | Medalla de bronce          | Individual                 |

| Campeonato Europeo al Aire Libre | Campeonato Europeo al Aire Libre | Campeonato Europeo al Aire Libre | Campeonato Europeo al Aire Libre |
| Año                              | Lugar                            | Medalla                          | Prueba                           |
| -------------------------------- | -------------------------------- | -------------------------------- | -------------------------------- |
| 1996                             | Kranjska Gora (Eslovenia)        | Medalla de bronce                | Equipo                           |
| Campeonato Europeo en Sala       |                                  |                                  |                                  |
| Año                              | Lugar                            | Medalla                          | Prueba                           |
| 1996                             | Mol (Bélgica)                    | Medalla de plata                 | Equipo                           |